# سيباستيان كابيلين
سيباستيان كابيلين هو لاعب غولف دنماركي، ولد في 14 أبريل 1990.

## وصلات خارجية
- سيباستيان كابيلين على موقع رابطة لاعبي الغولف المحترفين (الإنجليزية)
- سيباستيان كابيلين على موقع التصنيف العالمي الرسمي للغولف (الإنجليزية)